# Acraea dissimiloides
Acraea dissimiloides är en fjärilsart som beskrevs av Le Doux 1922. Acraea dissimiloides ingår i släktet Acraea och familjen praktfjärilar. Inga underarter finns listade i Catalogue of Life.